# Fox-640
Fox-640 (Fox-640) је кућни рачунар фирме Fox који је почео да се производи у Аустралији током 1978. године.
Користио је MOS 6502 + Zilog Z80 (за CP/M) микропроцесорску јединицу а RAM меморија рачунара је имала капацитет од 64 kb. 
Као оперативни систем кориштен је CP/M.

## Детаљни подаци
Детаљнији подаци о рачунару Fox-640 су дати у табели испод.
|                       |                                      |
| [ 1 ]                 |                                      |
| Произвођач            |                                      |
| Тип                   | кућни рачунар                        |
| Меморија              | 64                                   |
| Поријекло             | Аустралија                           |
| Година                | 1978                                 |
| Тастатура             | QWERTY тастатура са нумеричким падом |
| Процесор              |                                      |
| Фреквенција процесора |                                      |
| RAM                   | 64                                   |
| ROM                   |                                      |
| Текст                 |                                      |
| Графика               |                                      |
| Боја                  |                                      |
| Звук                  | Унутрашњи звучник                    |
| Димензије             |                                      |
| Портови               |                                      |
| Оперативни систем     |                                      |